# 寶雅科技
寶雅科技集團有限公司，簡稱寶雅科技集團，以及寶雅科技（英語：Prod-Art Technology Holdings Limited，港交所除牌時0205.HK），在1984年由陳淑炳創立，當時經營銷售及生產電子產品。
股份自1993年7月25日在香港交易所主板上市，廠房曾位於深圳地區，但由於電子行業不景氣，於是在1997年，已故葉劍英兒子葉選平，收購本公司股權，把原有電子拓展電子商貿，在1999年8月12日，更名為國基控股有限公司，而在2003年7月18日，更名為財訊傳媒集團有限公司至今。

## 連結
- SEEC-Media.com.hk（页面存档备份，存于）